# Barnard 168
Barnard 168 ist eine Dunkelwolke beziehungsweise eine Bok-Globule, ein räumlich engbegrenzter Teil einer Molekülwolke, in dem Sternentstehungen stattfinden können. Sie liegt im Sternbild Schwan und ist etwa 500 Lichtjahre vom Sonnensystem entfernt. Der etwas hellere Nebel ist der Kokon-Nebel und ist direkt mit der Dunkelwolke verbunden. Die Masse der Dunkelwolke beträgt ungefähr 2.500 Sonnenmassen.
Die Katalogbezeichnung der Dunkelwolke geht darauf zurück, dass der Astronom Edward Emerson Barnard sie im Jahr 1919 in seinem 1927 publizierten und 350 Objekte umfassenden Katalog von Dunkelnebeln aufnahm.